# Dolores Redondo
Dolores Redondo Meira (San Sebastián, 1 de fevereiro de 1969) é uma escritora espanhola de romances policiais, autora da trilogia do Baztán Os livros da Trilogia do Baztán alcançaram mais de 2 milhões de leitores, suas obras já foram traduzidas em mais de 36 línguas. Ela ganhou o Prémio Planeta de 2016 e do 66.° Prêmio Bancarella 2018 pelo livro Todo esto te daré

## Biografia
Escreve desde os catorze anos. Começou a estudar Direito na Universidade de Deusto (mas não terminou), e gastronomia em San Sebastián. Trabalhou em vários restaurantes e teve um próprio, antes de se dedicar profissionalmente à literatura. Reside na localidade da Ribera Navarra de Cintruénigo desde o ano 2006.
Começou na literatura escrevendo novelas e contos infantis. Em 2009 publicou seu primeiro romance, Los privilegios del ángel, e em janeiro de 2013 publicou El guardián invisible, primeiro volume da Trilogía do Baztán que é inspirada num crime real ocorrido em Lesaca (Navarra) em 1981.

## Obras

### Trilogía do Baztán
- El guardián invisible (2013) O Guardião Invisível no Brasil: (Planeta do Brasil, 2017); em Portugal: (Divina Comédia, 2014)
- Legado en los huesos (2013) em Portugal: Legado nos Ossos (Planeta, 2016)
- Ofrenda a la tormenta (2014) em Portugal: Oferenda à Tempestade (Planeta, 2016)

### Outros
- Los privilegios del ángel (2009)
- Todo esto te daré (2016) em Portugal: Tudo Isto te Darei (Planeta, 2016)
- La cara norte del corazón (2019) em Portugal: A Face Norte do Coração (Planeta, 2020)

## Adaptação
- El Guardián Invisible (wiki-es) (Filme, 2017) baseado no livro homônimo, dirigido por Fernando González Molina.[8][9] O Guardião Invisível
- Legado en los Huesos (wiki-es) (Filme, 2019) Legado nos Ossos [10]
- Ofrenda a la Tormenta (wiki-es) (Filme, 2020) Oferenda à Tempestade